# Kaljeträsket
Kaljeträsket är en sjö i Lycksele kommun och Norsjö kommun i Lappland och ingår i Umeälvens huvudavrinningsområde. Sjön har en area på 0,394 kvadratkilometer och ligger 255,9 meter över havet.

## Delavrinningsområde
Kaljeträsket ingår i det delavrinningsområde (719231-166642) som SMHI kallar för Utloppet av Kaljeträsket. Medelhöjden är 294 meter över havet och ytan är 9,4 kvadratkilometer. Det finns ett avrinningsområde uppströms, och räknas det in blir den ackumulerade arean 13,21 kvadratkilometer. Vattendraget som avvattnar avrinningsområdet har biflödesordning 5, vilket innebär att vattnet flödar genom totalt 5 vattendrag innan det når havet efter 187 kilometer. Avrinningsområdet består mestadels av skog (72 procent). Avrinningsområdet har 0,39 kvadratkilometer vattenytor vilket ger det en sjöprocent på 4,2 procent.